# Amuria (district)
Le district d'Amuria est un district d'Ouganda. Sa capitale est Amuria.

## Histoire
Ce district a été créé en juin 2005 par séparation de celui de Katakwi.